# Fábián Zoltán Imre
Fábián Zoltán Imre (1954, Budapest —) egyiptológus, régész, egyetemi oktató, a Magyar Tudományos Akadémia köztestületi tagja.

## Életút
Angol-történelem szakos középiskolai tanári, majd 1981-ben egyiptológus végzettségét szerzett az Eötvös Lóránd Tudományegyetem Bölcsészettudományi Karán. 2001-ben egyiptológiából PhD fokozatot nyert az Eötvös Loránd Tudományegyetemen, 2010-ben habilitált.
A Károli Gáspár Református Egyetem Ókortudományi Tanszékének docense, Magyar Képzőművészeti Egyetem, Művészettörténeti Tanszének adjunktusa. Oktatási témakörei az őskor és az ókor művészete, az ókori Egyiptom története és művészete, és ókori görög és római művészet története. Fő kutatási területe az ókori egyiptomi régészet, művészettörténet, epigráfia, vallástörténet, az ókori egyiptomi halotti szövegcsoportok és illusztrációik, különösen a "Halottak Könyve".
Korábban dolgozott a Pécsi Tudományegyetemen és a Szépművészeti Múzeumban is. Számos magyar és külföldi publikációt tett közzé.
Egyetemi munkája mellett régészként is dolgozik, az 1990-es évektől vesz részt ásatásokon.